# بلوو (کنتاکی)
بلوو (به انگلیسی: Bellevue) شهری در ایالت کنتاکی کشور ایالات متحده آمریکا است که جمعیت آن در سرشماری سال ۲۰۱۰ میلادی، ۵٬۹۵۵ نفر بوده‌است.